# موزه کتاب‌های مینیاتور باکو
موزه کتاب‌های مینیاتور باکو (به ترکی آذربایجانی: Bakı Miniatür Kitab Muzeyi) موزه‌ای است که، از ۲ آوریل سال ۲۰۰۲ در شهر باکو، پایتخت جمهوری آذربایجان فعالیت دارد. موزه در شهر قدیمی، در نزدیکی کاخ شروان‌شاهان قرار دارد.

## دربارهٔ مؤسس موزه
موزه در ۲ آوریل سال ۲۰۰۲ به تأسیس رسیده‌است. این موزه بر اساس کلکسینی که، از سوی «زریفه صلاح‌اوا» در مدتی بیش از ۲۰ سال گردآوری شده‌بود، راه‌اندازی گردیده‌است.

## مشخصات موزه
اشیای نمایشی موزه در ۲۷ تا ویترین قرار گرفته‌است. ۳۷۵۰ کتاب منتشر شده در ۷۳ کشور جهان در این ویترین‌ها چیده شده‌است؛ ولی در مخزن کتاب موزه بالغ بر ۵۳۰۰ کتاب مینیاتور وجود دارد. این کتب را «زریفه صلاح‌اوا»، بانی موزه در مدتی بیش از بیست سال جمع نموده‌است.
«کتاب‌های مینیاتور منتشر شده در آذربایجان»، «کتاب‌های مینیاتور نادر»، «ادبیات دینی در کتاب‌های مینیاتور» و «پوشکین‌نامه» نیز از جمله اشیای نمایشی موجود در نمایشگاه موزه می‌باشد، که مورد توجه بسزای بازدیدکنندگان واقع می‌گردد.
علاوه بر این، نمایشگاه موزه دربردارندهٔ کتاب‌های انتشار یافته در کشورهایی همچون مولدووا، گرجستان، اوکراین، بلاروس و نیز در کشورهای آسیای میانه و اروپا نیز می‌باشد. البته نسخه‌های نادر از کورنی چاکوسکی، «آگینیا بارتو»، نیکلای گوگول، فیودور داستایفسکی و آثار هنری الکساندر پوشکین از اشیای نمایشی چشم‌نواز به نمایش گذاشته در موزه به‌شمار می‌روند.
کتاب‌های مینیاتور از شعرا و نویسندگان سرشناس آذربایجانی مانند ملاپناه واقف، خورشیدبانو ناتوان، نظامی گنجوی، عمادالدین نسیمی، محمد فضولی، صمد وورغون، میرزا فتحعلی آخوندزاده نیز در نمایشگاه موزه به نمایش درآمده‌اند.
دیگر مینیاتورهای قابل توجه در این مجموعه شامل نسخه قرن هفدهم قرآن و یک کتاب قرن سیزدهم است که توسط پیتر شوتر (جانشین یوهانس گوتنبرگ) به چاپ رسیده‌است، و نیز سه کوچک‌ترین کتاب در جهان با قطر دو صدم میلیمتر در دو صدم میلیمتر که فقط با استفاده از ذره‌بین قابل خوانده شدن است، می‌شود.
بازدیدکنندگان همچنین کتاب‌های مذهبی قدیمی را نیز می‌توانند در اینجا ببینند. بسیاری از کتاب‌های موجود در موزه بیش از ۱۰۰ سال عمر دارند. باستانی‌ترین آنها، نسخه قرآن می‌باشد که در سال ۱۶۷۲ در عربستان سعودی به طبع رسیده‌است. موزه دارای کتابی نیز است، که حاوی متون آهنگ گروه موسیقی «Beatles» در پنج نسته می‌باشد. علاوه بر این، کتاب‌های جدید نیز به‌طور پیوسته در مخزن کتاب موزه اضافه می‌شوند.

## موزه کتاب‌های مینیاتور نخجوان
موزه کتاب‌های مینیاتور در نخجوان تحت کتابخانه به‌نام «محمد سعید اردوبادی» ۱۸ اکتبر سال ۲۰۱۴، دایر گردید. این شعبه شامل ۱۰۰۰ کتاب آورده شده از باکو و ۸۳ کتاب از کلکسیون شخصی «واصف طالبوف» رئیس مجلس عالی جمهوری خودمختار نخجوان می‌شود.

## اشیای نمایشی

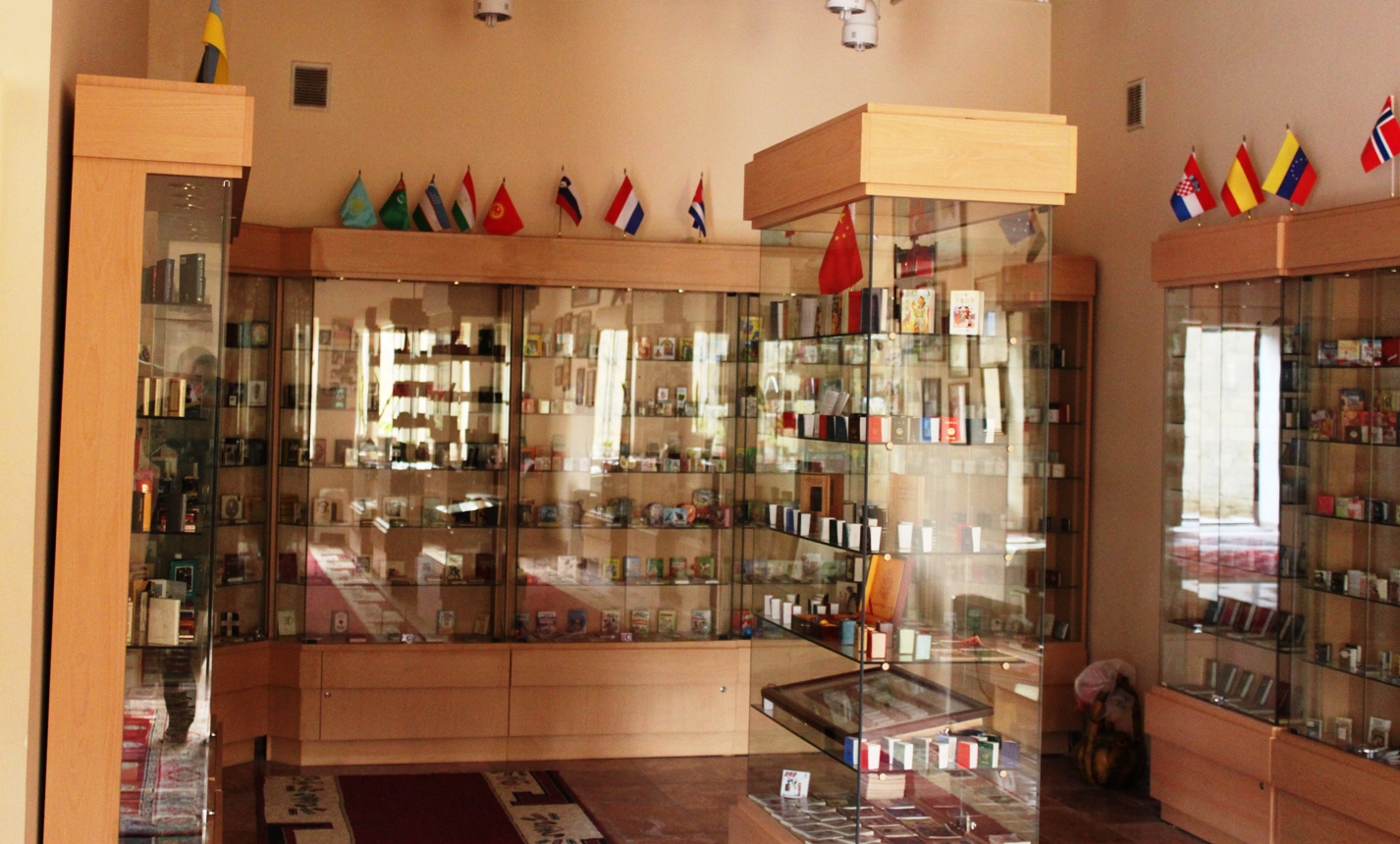
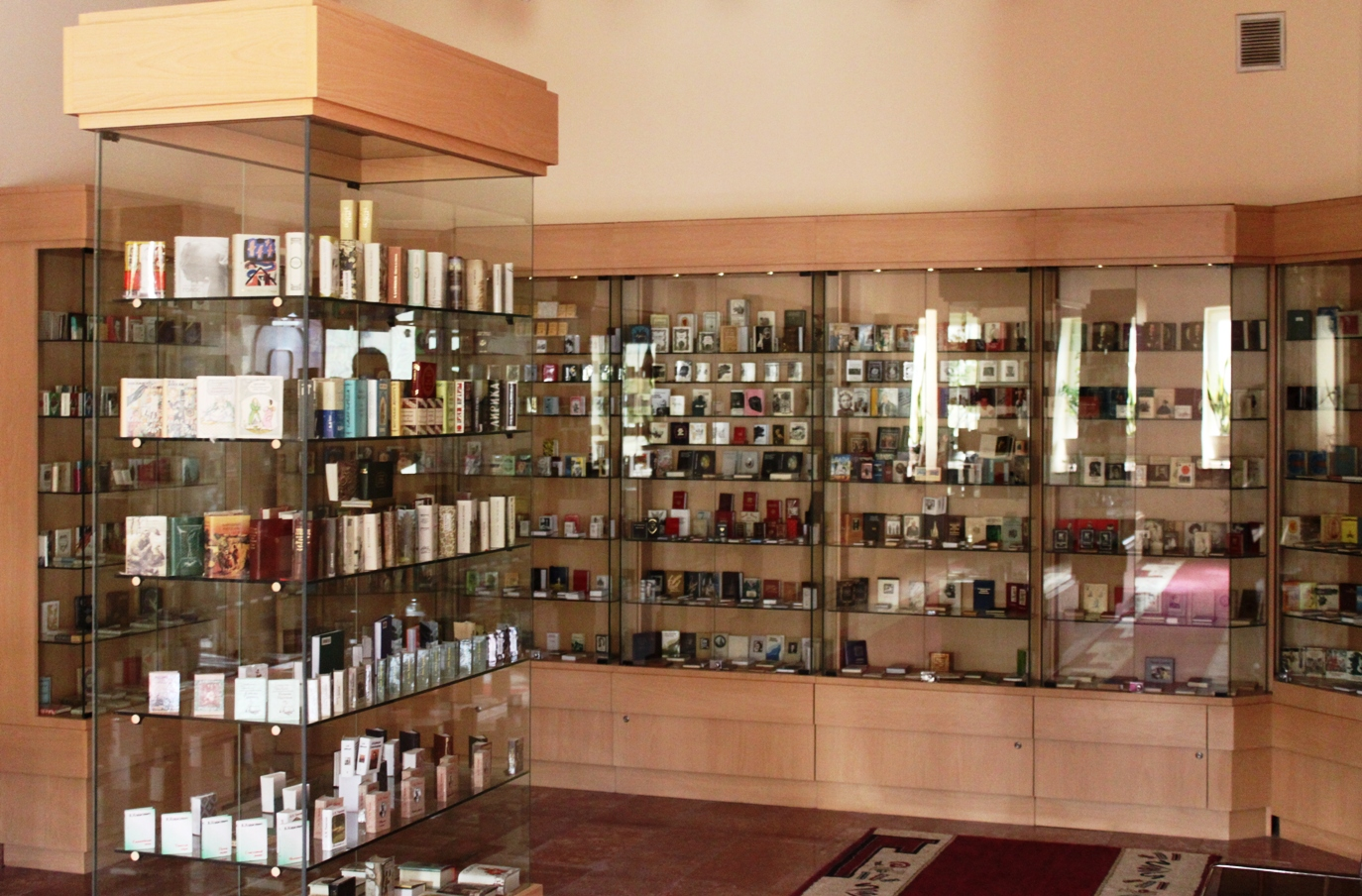
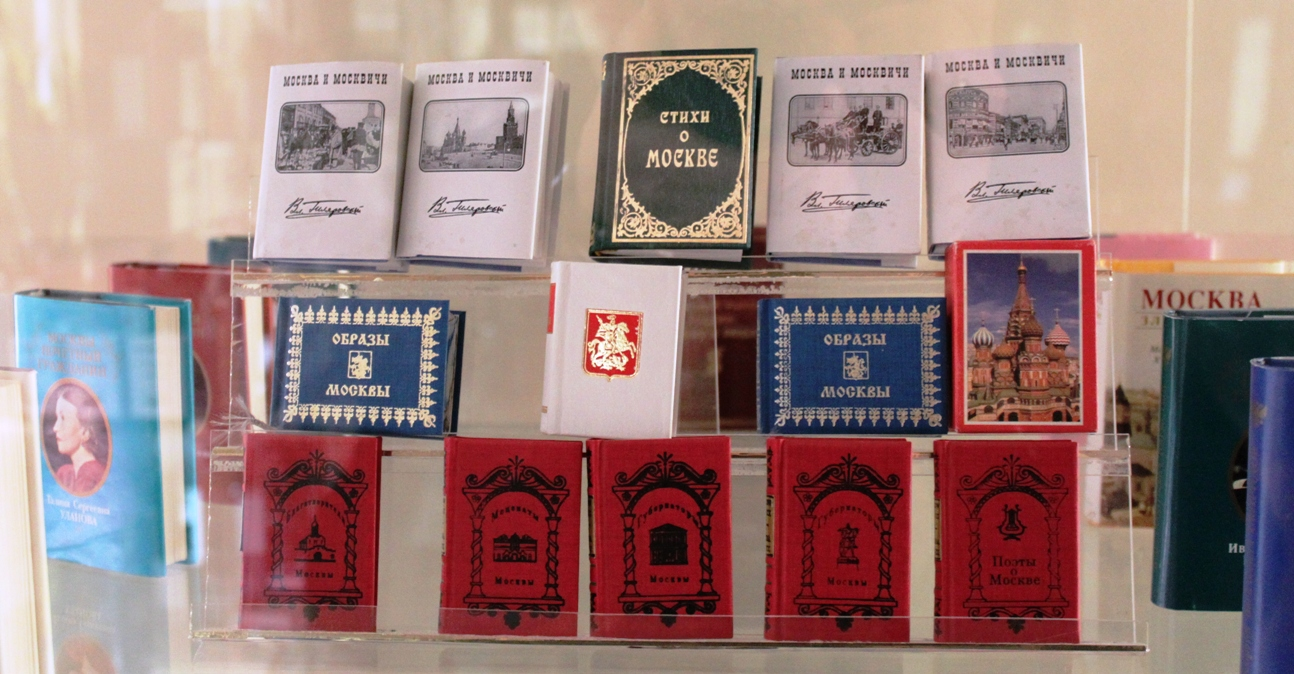

## موزه کتاب‌های مینیاتور گنجه
موزه کتاب‌های مینیاتور در شهر گنجه ۲۱ مه سال ۲۰۱۶ راه‌اندازی شد. در این شعبه بیش از ۱۰۴۵ کتب مینیاتور منتشر شده در ۲۹ کشور خارجی به نمایش گذاشته شده‌است.

## موزه کتاب‌های مینیاتور شکی
موزه کتاب‌های مینیاتور در شهر شکی در سال ۲۰۱۷ گشایش یافت. نمایشگاه این شعبه دربرگیرنده ۶۲۰ نسخه کتاب مینیاتور منتشره در ۲۶ کشور جهان می‌باشد.